# Because of You (chanson de Gustaph)
Pour les articles homonymes, voir Because of You.
Chansons représentant la Belgique au Concours Eurovision de la chanson
Miss You
(2022)
Because of You est une chanson de Gustaph. Elle a été sélectionnée pour représenter la Belgique au Concours Eurovision de la chanson 2023, à Liverpool au Royaume-Uni, après avoir été sélectionnée lors de Eurosong organisé par le télédiffuseur belge néerlandophone, la Vlaamse Radio- en Televisieomroeporganisatie (VRT).

## Concours Eurovision de la chanson

### Sélection
La chanson est choisie lors de l'émission télévisée Eurosong 2023, lors de laquelle sept artistes présentent deux chansons dans le but de représenter la Belgique au concours Eurovision de la chanson. Gustaph soumet Because of You et The Nail. Les autres candidats lui conseillent de présenter la première, ce que Gustaph applique. Il remporte la finale nationale, avec un point d'écart avec le second, Rollercoaster de The Starlings (nl),.
La chanson parle d'acceptation — dans le cas de Gustaph en tant que personne queer — et de la « famille choisie », les personnes dont on s'entoure. La scénographie utilisée dans la finale s'appuie sur cela : le mari de Gustaph fournit le visuel sur scène où il est entouré de deux amies. Il portait des vêtements du créateur Walter Van Beirendonck et un chapeau caractéristique dont il n'existe que deux exemplaires.